# Organo internazionale per il controllo degli stupefacenti
L'Organo Internazionale per il Controllo degli Stupefacenti (INCB dall'inglese International Narcotics Control Board) è un organo indipendente, con sede a Vienna, appartenente al Consiglio Economico e Sociale delle Nazioni Unite.

## Storia
L'organismo nasce nel 1929, organo dell'allora Lega delle Nazioni, come "Convenzione Internazionale sull'Oppio". La convenzione operò fino al 1940.
Durante la prima "Convenzione sulle Droghe Narcotiche" del 1961 si decise di "rifondare" la vecchia Convenzione con il nome attuale. L'INCB iniziò ad essere operante nel 1968.
La commissione nacque per creare un organo di contrasto al narcotraffico più efficace, infatti subito venne conferita alla commissione il potere, tramite risoluzioni, di infliggere pesanti sanzioni alle nazioni che non si dimostrino collaboranti (potere assai raro per le organizzazioni delle Nazioni Unite).
L'Organizzazione partecipò alle successive Convenzioni sulle droghe narcotiche del 1971 e del 1988.

## Mandato e Funzioni
Il mandato dell'INCB è regolamentato dalle tre Convenzioni ONU riguardo alla droga.
L'organizzazione ha il compito, in collaborazione con i governi nazionali, di contrastare il "mercato illegale" delle medicine considerate droghe (come ad esempio la morfina) e di favorirne il mercato legale verso i paesi poveri.
Tra i compiti dell'INCB c'è quello di redigere le tabelle internazionali sugli stupefacenti e di individuare i nuovi tipi di droghe, studiarne la pericolosità e catalogarli. L'INCB deve anche monitorare e controllare lo stato della droga al fine di averne la completa tracciabilità.
Altro importante compito dell'organizzazione è quello di coordinare i governi nel contrasto delle droghe "armonizzando" le varie legislazioni in materia, esigere che le Convenzioni vengano pienamente applicate, sostenere anche economicamente i paesi disagiati sostenendo i programmi antiDroga, dialogare con i paesi più reticenti per rafforzare l'azioni comune e in ultimo infliggere sanzioni per questi paesi (anche se l'organizzazione si è distinta in questi anni per aver preferito il "dialogo" alle sanzioni).

## Composizione
L'organismo è governato dal presidente dell'INCB e dal segretario dell'INCB entrambi nominati dal Consiglio Economico delle Nazioni Unite. L'organizzazione è amministrata da un consiglio di gestione composto da 13 membri di cui 10 nominati dal Consiglio Economico e tre dall'Organizzazione Mondiale della Sanità scelti tra una lista di persone scelte dai governi nazionali.
Attualmente il consiglio di gestione è composto da:
- Joseph Bediako Asare,  Ghana (2010)
- Sevil Atasoy,  Turchia (2010)
- Madan Mohan Bhatnagar,  India (2007)
- Elisaldo Luiz de Araùjo Carlini,  Brasile (2007)
- Tatyana Borisovna Dmitrieva,  Russia (2010)
- Philip O. Emafo,  Nigeria (2010)
- Gilberto Gerra,  Italia (2010)
- Hamid Ghodse,  Iran (2012)
- Melvyn Levitsky,  Stati Uniti (2012)
- Robert Lousberg,  Paesi Bassi (2007)
- Rainer Wolfgang Schmid,  Austria (2007)
- Camilo Uribe Granja,  Colombia (2010)
- Brian Watter,  Australia (2010)